# 桑塔哈米納

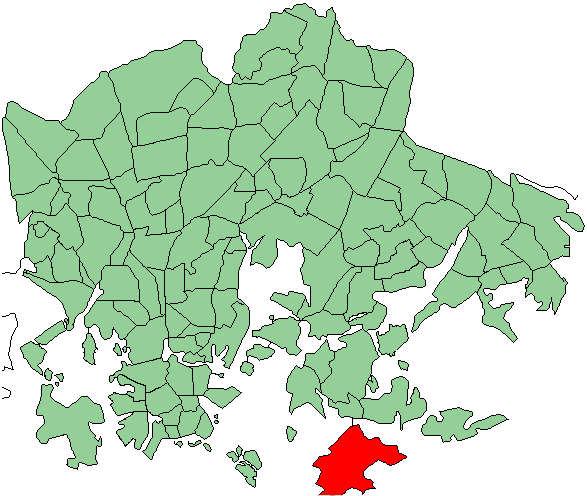
桑塔哈米納区在赫尔辛基地图上的位置

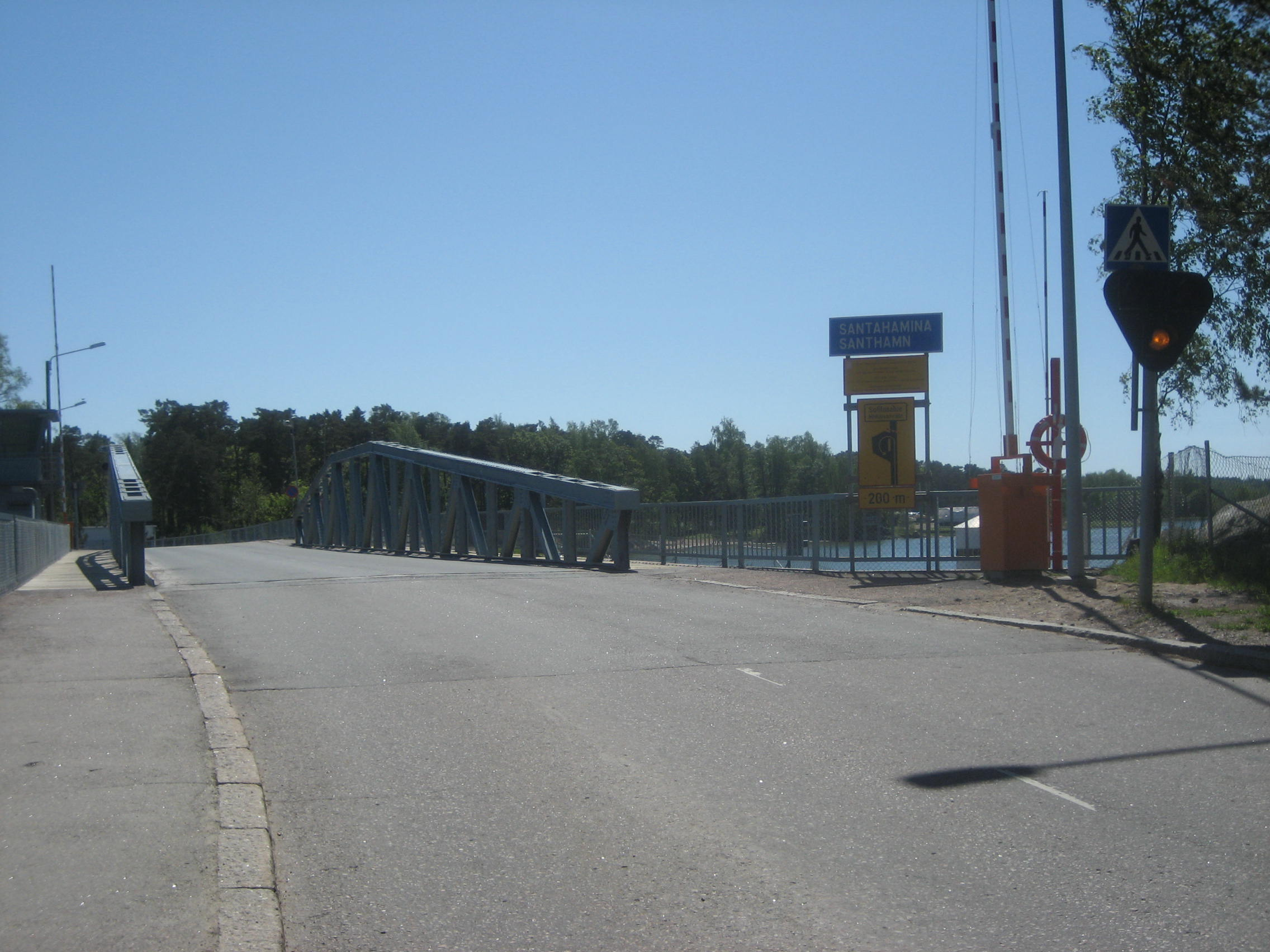
进入桑塔哈米纳的可开启的桥梁

桑塔哈米納（芬蘭語：Santahamina）是芬蘭赫爾辛基東部的島嶼及第51号市区。有一座可开启的桥梁将岛屿与大陆相连。从赫尔辛基市中心经道路抵达桑塔哈米纳有12公里。岛屿面积为4.28平方公里，居民数量为473人（2013年）。
目前這裡是衛隊獵兵團（Kaartin jääkärirykmentti）的軍事基地，需取得通行证方可进入。芬蘭國防大學也位於该島上。
桑塔哈米納在2007年之前安置了芬兰广播公司使用的中波廣播電台，以558kHz和100kW的頻率進行廣播。

## 政治
2011年芬蘭議會選舉时各党在桑塔哈米納的得票率：
- 民族联合党：45.5%
- 正统芬兰人党：30.6%
- 芬兰社会民主党：7.5%
- 芬兰中间党：6.3%
- 綠色聯盟：3.4%
- 左翼联盟：3.0%
- 芬蘭基督教民主黨：3.0%

## 外部連結
- 桑塔哈米納协会网站 （页面存档备份，存于） （芬蘭語）